# Артурас Катуліс
Артурас Катуліс (лит. Artūras Katulis; 5 серпня 1981, м. Електренай, Литва) — литовський хокеїст, захисник. Нині помічник тренера юніорської збірної Литви з хокею.

## Спортивна кар'єра
Виступав за «Енергія» (Електренай), «Німан» (Гродно), «Янтар» (Сєвєрськ), «Нафтовик» (Леніногорськ), «Кристал» (Саратов), «Сьондер'юске», СайПа (Лаппеенранта), «Дизель» (Пенза), «Нафтовик» (Альметьєвськ), «Металургс» (Лієпая).
У складі національної збірної Литви учасник чемпіонатів світу 2001 (дивізіон I), 2002 (дивізіон II), 2003 (дивізіон I), 2004 (дивізіон II), 2005 (дивізіон I), 2006 (дивізіон I), 2007 (дивізіон I), 2008 (дивізіон I), 2009 (дивізіон I), 2010 (дивізіон I) і 2011 (дивізіон I). У складі молодіжної збірної Литви учасник чемпіонатів світу 1999 (група C), 2000 (група C) і 2001 (дивізіон I). У складі юніорської збірної Литви учасник чемпіонату Європи 1999 (група D1).
Досягнення
- Бронзовий призер чемпіонату України (2012).